# La Torre de Esteban Hambrán
La Torre de Esteban Hambrán är en ort i Spanien.   Den ligger i provinsen Toledo och regionen Kastilien-La Mancha, i den centrala delen av landet, 50 km sydväst om huvudstaden Madrid. La Torre de Esteban Hambrán ligger 568 meter över havet och antalet invånare är 1 678.
Terrängen runt La Torre de Esteban Hambrán är lite kuperad. Runt La Torre de Esteban Hambrán är det ganska glesbefolkat, med 43 invånare per kvadratkilometer. Närmaste större samhälle är Fuensalida, 12,9 km söder om La Torre de Esteban Hambrán. Trakten runt La Torre de Esteban Hambrán består till största delen av jordbruksmark.